# Mrkoglavac
Mrkoglavac (ružičasti kelj; lat. Nigritella), rod trajnica iz porodice kaćunovki (orhideja).
Neki autori uključuju ovaj rod u Gymnadeniu na temelju molekularnih rezultata, ali to je nedavno odbačeno (Hedren, Klein & Teppner 2002., Kreuty 2005., Pillon et al. 2007.). Na popisu je 14 vrsta i 10 notovrsta u planinskim predjelima Europe. U Hrvatskoj rastu dvije vrste, crni mrkoglavac (Nigritella nigra) i Rellicanov mrkoglavac (Nigritella rhellicani).

## Vrste
1. Nigritella bicolor W.Foelsche
2. Nigritella carniolica W.Foelsche, G.Foelsche, R.Wüest, E.Merz, C.Kreutz & Kreutz
3. Nigritella corneliana Beauverd
4. Nigritella graciliflora W.Foelsche
5. Nigritella karawankarum W.Foelsche, R.Wüest, E.Merz, M.Gerbaud & O.Gerbaud
6. Nigritella kossutensis W.Foelsche, R.Wüest, Dolinar, Daksk. & Pausic
7. Nigritella mauriennsis W.Foelsche, G.Foelsche, M.Gerbaud & O.Gerbaud
8. Nigritella nigra (L.) Rchb.f.
9. Nigritella ravnikii W.Foelsche, R.Wüest, Dolinar, Daksk. & Pausic
10. Nigritella rhellicani Teppner & E.Klein
11. Nigritella rubra (Wettst.) K.Richt.
12. Nigritella savogiensis W.Foelsche, G.Foelsche, M.Gerbaud & O.Gerbaud
13. Nigritella widderi Teppner & E.Klein
14. Nigritella suceveana Kreutz, Bobocea & O.Gerbaud
15. Nigritella ×delphineae M.Gerbaud & O.Gerbaud
16. Nigritella ×eggeriana (O.Gerbaud) W.Foelsche
17. Nigritella ×foelscheana R.Wüest, E.Merz, M.Gerbaud & O.Gerbaud
18. Nigritella ×fohringeri Griebl
19. Nigritella ×hennigsiana R.Wüest, E.Merz, M.Gerbaud & O.Gerbaud
20. Nigritella ×petzenensis F.Fohringer & Redl
21. Nigritella ×robatschiana (O.Gerbaud & W.Foelsche) W.Foelsche
22. Nigritella ×teppneri W.Foelsche
23. Nigritella ×wettsteiniana (O.Abel) Asch. & Graebn.
24. Nigritella ×wulfeniana M.Gerbaud & O.Gerbaud

## Sinonimi
- Gymnadenia subgen[3]